# گاینوپدیا
گاینوپدیا (انگلیسی: Gynopedia) یک سازمان غیرانتفاعی است که همچون ویکی آموزشی با منبع باز برای مراقبت‌های جنسی، بهداشت باروری و سلامت و بهداشت زنان در سراسر جهان عمل می‌کند. این وب سایت توسط «لنی فرید» در سال ۲۰۱۶ پایه‌گذاری شد. موضوعات اصلی مورد بحث در این وبسایت شامل دسترسی به پیشگیری از بارداری، پیشگیری از بارداری اضطراری، آزمایش تشخیصی برای بیماری‌های مقاربتی، اطلاعات دارویی، محصولات قاعدگی، متخصصین زنان، بارداری، سقط جنین، خدمات مشاوره‌ای، منابع اطلاعاتی یا عملی برای زنان و جامعهٔ ال‌جی‌بی‌تی است. از نوامبر ۲۰۱۷، این وب سایت نزدیک به ۱۰۰ شهر جهان را تحت پوشش خدمات خود دارد.
گاینوپدیا یک وب سایت عمدتاً انگلیسی زبان است، اما مترجمان داوطلب شروع به ترجمه صفحات به زبان‌های دیگر مانند فرانسوی کرده‌اند.